# Arjen Kamphuis

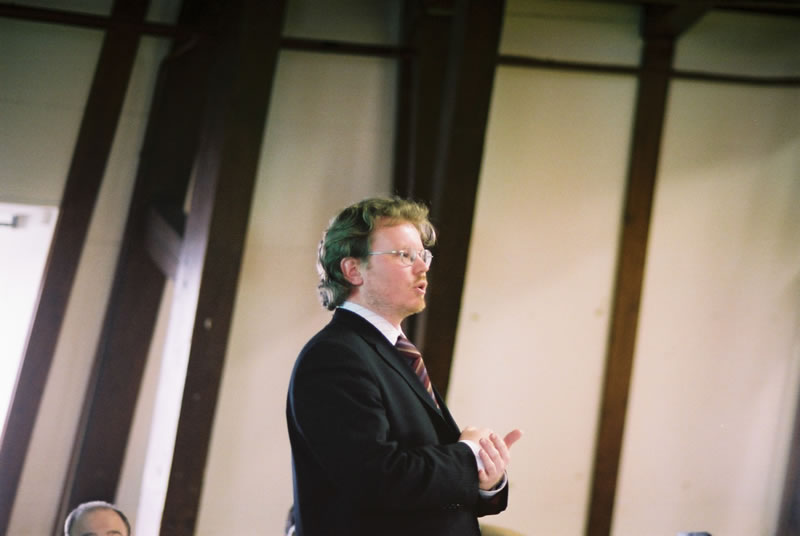
Arjen Kamphuis in 2005.

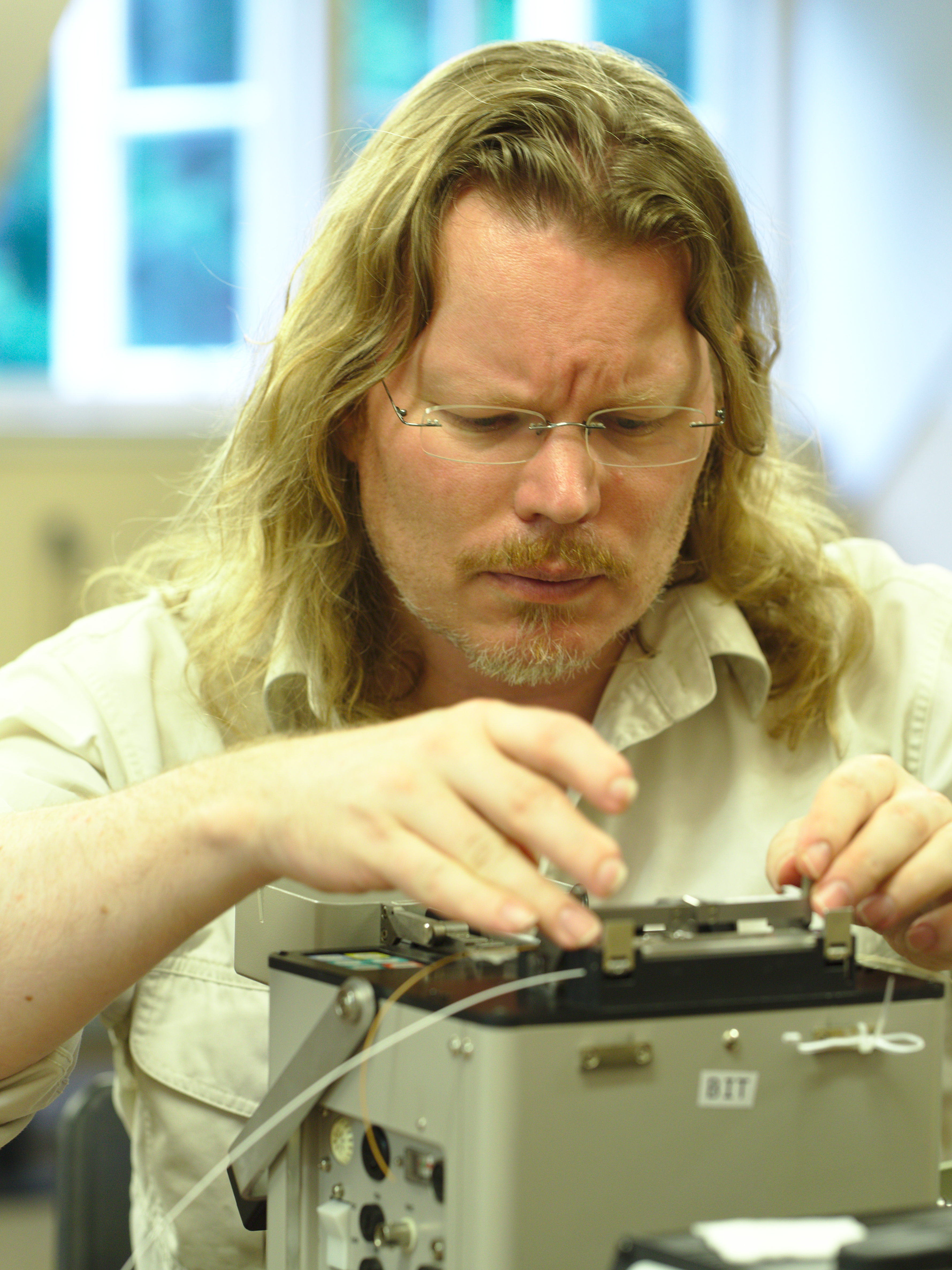
Arjen Kamphuis in 2015.

Arjen Kamphuis (Groningen, 26 januari 1972 - vermist sinds 20 augustus 2018, voor het laatst gezien in Bodø, Noorwegen) was een Nederlandse hacktivist en een expert op het gebied van computerbeveiliging. Hij concentreerde zich onder meer op open standaarden, vrije software, veilige verkiezingen en een IT-bewuste en IT-capabele overheid, met als doel de vrijheid van meningsuiting en democratie te beschermen. Sinds Edward Snowden in 2013 zeer geheime informatie van de National Security Agency lekte, focuste Kamphuis zich op de sociale, economische en geopolitieke impact van wetenschap en technologie en zette hij zich in het bijzonder in voor de bescherming van onderzoeksjournalisten, advocaten en mensenrechtenactivisten. Ook assisteerde hij klokkenluiders die moesten vrezen voor hun leven.

## Carrière
Kamphuis studeerde natuurwetenschappen aan de Universiteit Utrecht en werkte vervolgens als IT-architect, trainer en IT-strategie adviseur voor IBM en TwynstraGudde. Hij was gecertificeerd IT-auditor en informatiebeveiligingsspecialist. Sinds 2002 werkte Kamphuis zelfstandig en adviseerde hij klanten over de strategische impact van nieuwe technologische ontwikkelingen. Hierdoor raakte hij betrokken bij het nationale IT-beleid op het gebied van open standaarden en open source in het publieke domein. Parlementen van diverse landen in de Europese Unie en daarbuiten behoorden tot zijn klantenkring.
Sinds de oprichting van zijn adviesbedrijf Gendo in 2006 hielp Kamphuis bij het beveiligen van de informatiesystemen van bedrijven, de Rijksoverheid en NGO's. Met zijn werkzaamheden hield hij zich bezig met de naleving van privacywetgeving en het beveiligingsbewustzijn, maar ook het tegengaan van spionage tegen bedrijven, journalisten en overheden. Om op de hoogte te blijven van de technische ontwikkelingen was hij nauw betrokken bij de wereldwijde hackersscene. Hiervoor onderhield hij contacten met (voormalige) medewerkers van spionagebureaus en andere professionals.
Vanaf 2016 werkte Kamphuis als hoofd informatiebeveiliging bij Brunel International in Amsterdam. Eind 2017 werd hij de technisch directeur van het dochterbedrijf Pretty Good Knowledge, dat hij samen met Bill Binney en Kirk Wiebe oprichtte.
In maart 2018 sprak Kamphuis tijdens TEDxDelft. Zijn lezing droeg de titel 'Start defending yourself in the digital world. No one else will do it for you.' (Engels voor 'Begin jezelf te verdedigen in de digitale wereld. Niemand anders zal het voor je doen.') en ging over IT-spionage. Hij beweerde dat deze ontwikkeling de mens uiteindelijk zijn onafhankelijkheid, veiligheid en welvaart gaat kosten.

## Vermissing
In de zomer van 2018 ging Kamphuis, een ervaren hiker, op vakantie naar Noorwegen. Op 20 augustus checkte hij uit bij zijn hotel in Bodø, dat in de provincie Nordland in Noord-Noorwegen ligt. Twee dagen later zou hij terugkeren naar Amsterdam, maar zat niet op zijn vlucht. Zijn familie en vrienden sloegen alarm, toen Kamphuis op zijn werk en bij afspraken niet kwam opdagen.

### Onderzoek
Hoewel de Noorse politie alle opties openhield, waren er drie verschillende scenario's die Kamphuis' vermissing konden verklaren: een ongeval, een misdrijf of een vrijwillige verdwijning. Sluitend bewijs voor een van deze scenario's ontbreekt echter. Door zijn nauwe contacten met klokkenluiders, zoals WikiLeaks-oprichter Julian Assange, ontstonden er al snel complottheorieën. Aanvankelijk was Kamphuis van plan naar Spitsbergen af te reizen, maar ging in plaats daarvan - onaangekondigd - naar Bodø. Zijn goede vriendin Ancilla van de Leest sprak in het tv-programma Pauw het vermoeden uit dat het met zijn werk te maken zou kunnen hebben. Ze vertelde dat er in Bodø "een vrij belangrijk security centrum van de NAVO zit" en dat Kamphuis "daar zeker van op de hoogte was." Ook zei ze niet het vermoeden te hebben dat hij van plan was vrijwillig te verdwijnen.
Op 13 september 2018, ruim drie weken na zijn verdwijning, maakte de Noorse politie bekend dat de kajak van Kamphuis twee dagen eerder was gevonden. Dit gebeurde in het noorden van Noorwegen, in de omgeving waar eerder andere spullen, waaronder zijn identiteitspapieren, werden gevonden. Ook verklaarde een nieuwe getuige Kamphuis op 30 augustus te hebben gezien in de plaats Vikeså, in het zuiden van Noorwegen. Hij zou hier in het gezelschap zijn geweest van twee mannen. Dit is de dag waarop in dezelfde plaats Kamphuis' telefoon voor twintig minuten ingeschakeld was, waarna de simkaart werd vervangen door een Duitse simkaart. Hierdoor werd aangenomen dat Kamphuis tien dagen na zijn verdwijning waarschijnlijk nog leefde. Eerder verklaarden andere ooggetuigen hem op 3 september te hebben gezien in Ribe, Denemarken.
Begin november 2018, nog geen drie maanden na zijn verdwijning, maakte de Noorse politie bekend dat het onderzoek naar Kamphuis vastgelopen was. Hoewel Van de Leest eerder had gesteld een vrijwillige verdwijning te betwijfelen, liet ze eind 2018 namens de familie weten dat "er rekening mee wordt gehouden dat Kamphuis in een 'mentale noodtoestand' geraakt zou kunnen zijn". Dit zou te wijten zijn aan zijn "stressvolle leven, in combinatie met hoogintelligentie en wekenlang in je eentje zitten". Ook de Amerikaanse NSA-klokkenluider Kirk Wiebe meldde dat er aanwijzingen zijn dat Kamphuis "van de radar wilde verdwijnen".
Precies een jaar na de verdwijning werd het onderzoek afgesloten. De politie concludeerde dat Kamphuis zou zijn verongelukt met zijn kajak, al is zijn lichaam nooit gevonden. De telefoon en laptop van Kamphuis bleken te zijn meegenomen door twee Oost-Europese vrachtwagenchauffeurs. Hierdoor maakte de telefoon op 30 augustus nog contact met de zendmast. Na verhoor van de chauffeurs had de politie geen enkel vermoeden dat zij iets te maken hebben met de verdwijning.
Vrienden van Kamphuis wilden niet zomaar aannemen dat hij was verongelukt. Tussen augustus 2021 en juni 2022 voerden onderzoeksjournalist Sanne Terlingen en Helma de Boer daarom in overleg met de familie en de politie in Noorwegen een aanvullend onderzoek uit. In aanvulling daarop, eind juni 2022, na het uitkomen van de docuserie, begonnen de vriendengroep een crowdfundingsactie om een nieuw onderzoek te kunnen financieren en om de mogelijke doodsoorzaak te helpen vaststellen.  Er zouden te veel aanwijzingen zijn dat het een en ander aan de zaak niet klopte. Zo wist niemand dat Kamphuis kajakte en bracht hij zijn vrienden niet op de hoogte van de gewijzigde reisplannen. Zelfs na de gemaakte wijzigingen hield Kamphuis zich nog aan zijn eerdere verhaal, namelijk dat hij naar Spitsbergen zou gaan. Ook werd het aannemelijk geacht dat hij in de gaten werd gehouden. De crowdfunding resulteerde erin dat forensisch patholoog en privédetective Frank van der Goot een uitgebreid onderzoek in Noorwegen kon uitvoeren. Hij komt tot dezelfde conclusie als de Noorse politie. Op 1 december 2022 werd bekendgemaakt dat Kamphuis hoogstwaarschijnlijk was verdronken. Aangenomen wordt dan ook dat Kamphuis niet door de CIA is ontvoerd dan wel omgebracht. Van der Goot stelde tevens dat het lichaam niet meer gevonden zou worden.
Eind januari 2023 verscheen op de website van het Algemeen Dagblad een negen minuten durende aflevering van de serie Achter de voorpagina. In deze aflevering kwam journalist en buitenlandredacteur Annemieke van Dongen aan het woord, die in Noorwegen onderzoek deed naar de vermissing van Kamphuis. De conclusie dat Kamphuis bij een ongeluk om het leven zou zijn gekomen, leek Van Dongen gezien het teveel aan vreemde toevalligheden niet aannemelijk.

## Boek, tentoonstelling en dramaserie
Ter nagedachtenis van Kamphuis verscheen op 24 januari 2020 het boek Infosecurity (Gran Knows Why), een verzameling van zijn artikelen, lezingen en blogposts. Bart Jacobs schreef het voorwoord. Op de dag van verschijnen werd eveneens de tentoonstelling Into nothingness - The disappearance of Arjen Kamphuis geopend in de zogeheten 'hackerspace' Hack42 in Arnhem, met werk van kunstenaar Jillis Groen.
In augustus 2020 verscheen bij uitgeverij Luitingh-Sijthoff de faction thriller Van de radar van Frank van Zwol. Dit verhaal is gebaseerd op de vermissing van Kamphuis en vermengt de feitelijke gebeurtenissen met fictieve personages tot een mogelijk scenario.
Vanaf 29 juni 2022 is bij Videoland de door filmmaker Hanro Smitsman gemaakte documentaireserie Ze weten alles van je te zien. Deze op feiten gebaseerde dramaserie is een combinatie van documentaire en fictie. Het gaat over de vermissing van Kamphuis. In de vierluik besluit journaliste Nadia, gespeeld door Charlie Chan Dagelet, in de zaak te duiken. Naast de vrienden van Kamphuis, die voor de serie werden benaderd en dus niet zelf met het idee kwamen, hebben ook de acteurs Jim Deddes en Monic Hendrickx een rol in de serie.